# 梅迪爾 (密蘇里州)
梅迪爾（英語：Medill）是位於美國密蘇里州克拉克縣的普查規定居民點。

## 歷史
梅迪爾的郵局於1889年設立，其後於1975年停運。

## 人口
根據2020年美國人口普查的數據，梅迪爾的面積為2.03平方千米，當中陸地面積為2.02平方千米，而水域面積為0.01平方千米。當地共有人口82人，而人口密度為每平方千米40.39人。